# Lobang
Lobang is een bestuurslaag in het regentschap Batang van de provincie Midden-Java, Indonesië. Lobang telt 1884 inwoners (volkstelling 2010).